# Harrach József
Harrach József (Szászrégen, 1848. szeptember 14. – Budapest, 1899. szeptember 15.) zeneesztéta, zenetörténész, tanár.

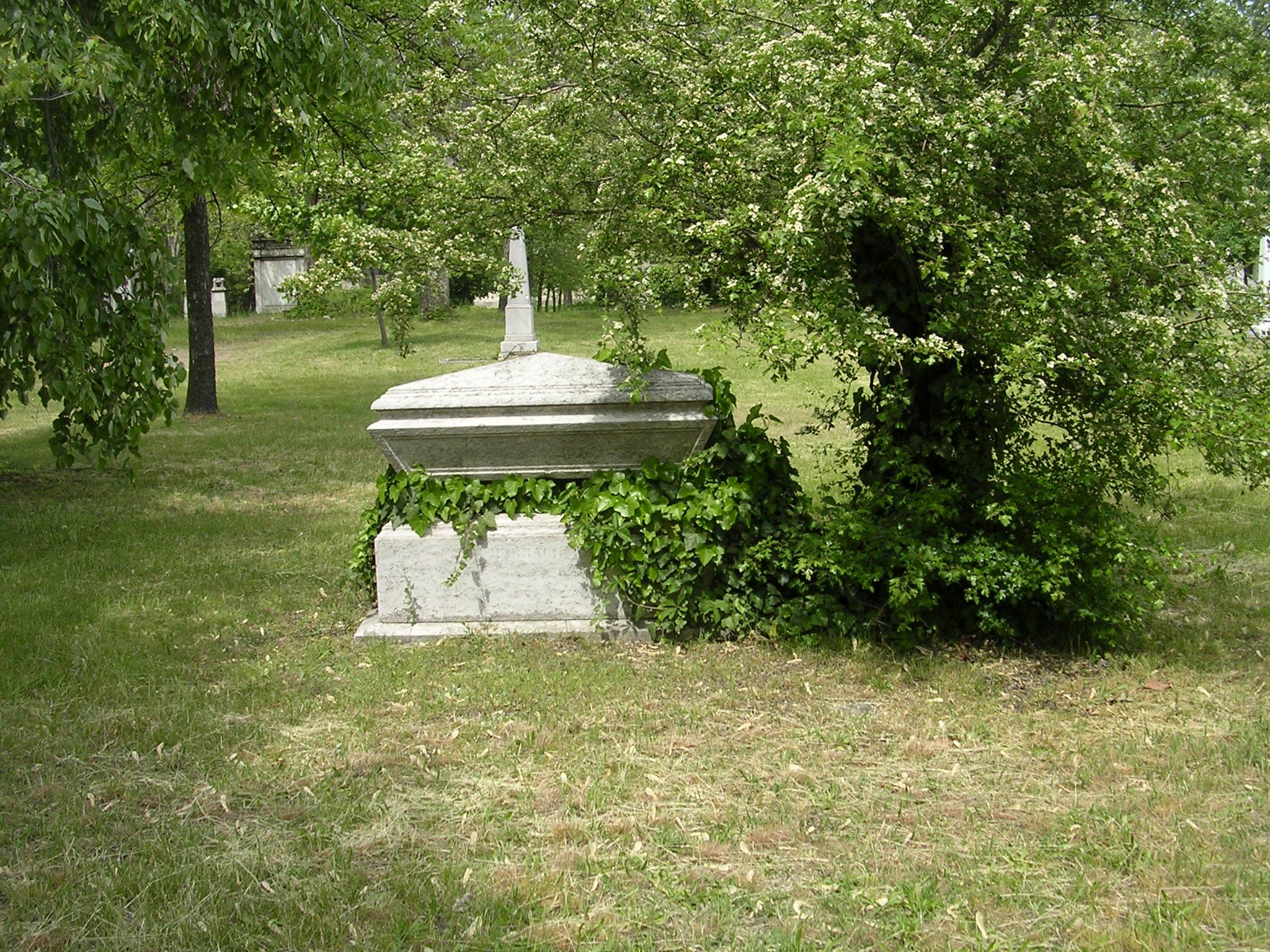
Sírja a Fiumei úti sírkertben (28-2-14)

## Életpályája
A magyar fővárosban szerzett tanári és bölcsészdoktori oklevelet. 1873-tól reáliskolai tanár volt Budapesten. 1888-ban  az Országos Zeneakadémián a poétika, zenepedagógia, zenetörténet és zeneesztétika tanárának és az intézet titkárának nevezték ki. Ő vetette fel Magyarországon a zenei tanítás államosításának, a Zeneakadémia mellett állami zenei középiskolák felállításának az eszméjét. Harrach József ezen felül 15 éven át zenei tárgyú kritikákat írt a  Pesti Naplóba.

## Főbb művei
- Erkel Sándor (1879)
- Schopenhauer és Wagner Richard (Budapest, 1887);
- Közlemények a zeneművészet köréből (Győr, 1889);
- Magyar Arion. Vegyeskarú énekek gyűjteménye (I–II. Bp., 1892–93).
- Aranylant (kórusművek, 1895)

## Emlékezete
- Sírja Budapesten a Fiumei úti Nemzeti Sírkert 28. parcellájában a 28-2-4 alatt található.[4]